# Roberto Javier Mora García
Roberto Javier Mora García (6 de mayo de 1961 – 19 de marzo de 2004) fue un periodista y director editorial de El Mañana un periódico de Nuevo Laredo, Tamaulipas, México. Trabajó para numerosos medios de comunicación en México, incluyendo el Norte y El Diario de Monterrey, posterior a su asesinato.
Mientras tomaba su camino a casa, Mora García fue apuñalado hasta su muerte en 26 ocasiones. Dos hombres fueron arrestados y condenados a muerte, pero un número de organizaciones independientes se han quejado de las irregularidades y encubrimientos sobre la investigación. Ellos creen que Mora García fue asesinado por su extensiva cobertura en los Carteles Mexicanos de droga, corrupción política y el crimen organizado, pero el motivo de su asesinato sigue sin resolver.

## Vida y carrera
Mora García nació en la ciudad mexicana de Saltillo, Coahuila. Estudió en el Instituto Tecnológico y de Estudios Superiores de Monterrey (ITESM) bajo un nivel escolar excelente hasta cuando se graduó en 1983. A la edad de 22, Empezó su carrera como reportero de noticias, después fue en trabajo como editor para El Norte periódico diario y como director del El Diario de Monterrey (conocido como  Milenio).
En el 2000, Mora García empezó a trabajar para El Mañana, Un periódico español de la frontera de la ciudad de Nuevo Laredo, Tamaulipas, aquí después se convirtió el director. También escribió para Biznews, una revista de distribución basada en la parte norte de México y en el Río Bravo, y para el North Mexico Business, un periódico local de economía.
Su trabajado abarcaba una cobertura seria de la relación con las autoridades mexicanas en el Cártel del Golfo, un cartel de droga en Tamaulipas. Muchos de los artículos que escribió hablaban sobre la participación de la policía acerca del tráfico de drogas, y el papel de los expolicías con Los Zetas en un negocio de extorsión. También fue un duro crítico del exgobernador Tomás Yarrington y del secretario de Justicia de Tamaulipas Francisco Cayuela Villarreal. En el El Mañana, Mora García criticó al gobierno local para los informes, alterando las estadísticas de los tipos de homicidios en Nuevo Laredo; argumentó que las autoridades afirmaron que algunas víctimas de homicidio tenían suicidio confirmado o murieron de una enfermedad. Al escribir en el tráfico local de drogas, Mora García se refirió a los narcotraficantes por sus nombres reales.

## Asesinato
Como Mora García (edad 42) regresaba del trabajo antes del amanecer del 19 de marzo de 2004, un sujeto lo apuñaló 26 veces antes de que muriera afuera de su casa en la Colonia Jardín en la ciudad mexicana de Nuevo Laredo, Tamaulipas. Él fue apuñalado 13 veces en la espalda y 13 veces en el pecho con un cuchillo de doble filo (que afectó sus pulmones y corazón). Su cuerpo fue encontrado por la policía Bernardino Cruz Catarina y por Guadalupe Herver 15 metros (49 pies) afuera de su vehículo, el cual tenía la puerta abierta y las llaves pegadas.
El 28 de marzo, la policía mexicana arrestó a dos hombres, y fueron acusados por el asesinato de Mora García, su vecino. Ambos confesaron que ellos habían sido los responsables del asesinato del periodista, pero después se descubrió que fueron torturados por la policía para admitir que ellos eran los culpables. Después afuera de prisión el 13 de mayo, el ciudadano americano Medina Vázquez fue apuñalado 88 veces y asesinado inmediatamente, provocando preguntas y planteando dudas de varios periodistas y organizaciones de prensa libre en una cubierta supone para el asesinato de Mora García como "pasión de crimen" en orden a los motivos reales anteriores a los sucesos. Seis organizaciones independientes que investigaron el caso, concluyeron que había muchas irregularidades y encubrimientos en la investigación. El exfiscal general del estado de Tamaulipas, Francisco Cayuela Villarreal, renunció tras una acusación de ser cómplice.
Mora García escribió mucho sobre el Cartel del Golfo, una organización de tráfico de drogas de México, y sus lazos con el gobierno local. Los motivos detrás del asesinato de Mora García aún permanecen sin resolver, pero ni las autoridades mexicanas ni los investigadores han descartado la posibilidad de que el ataque estaba relacionado con el trabajo y conducido por su cobertura sobre el narcotráfico, la corrupción policial, cartel connivencia del gobierno con las drogas, y la impunidad.